# Alan Chávez
Alan Chávez, (Tampico, Tamaulipas; 23 de diciembre de 1990 - Ciudad de México, México; 12 de septiembre de 2009) fue un actor mexicano, con tan solo 18 años era considerado una de las mayores promesas en la cinematografía mexicana. En 2008 fue homenajeado en Toulouse, Francia, en donde fue nombrado uno de los nuevos rostros del cine latinoamericano, desafortunadamente truncó intempestivamente su carrera al morir en un enfrentamiento con la policía.

## Biografía
Alan André Chávez Zarate nace en Tampico, Tamaulipas el 23 de diciembre de 1990, inicia su carrera como parte del elenco de Bizbirije de la barra Once niños del canal 11, posteriormente es llamado para participar en telenovelas de Televisión Azteca. Su debut en cine se da en 2004 en Voces inocentes del cineasta Luis Mandoki, en la que estuvo a punto de obtener el papel protagonista, pero la imagen rebelde que proyectaba hizo que el director desistiera, dándole a cambio un papel que se convertía en una especie de villano infantil y que recibiría buenas críticas.
Después de Voces inocentes Alan trabaja en filmes menores y en televisión hasta que le llega la oportunidad de trabajar en dos cintas que se convertirán en lo mejor de su filmografía: Partes usadas (2007), compartiendo protagonismo con Emery Eduardo Granados y La zona (2007), por las dos recibe nominación al Ariel y lo convierten en una promesa sólida. Después trabaja en Desierto adentro (2008), del director Rodrigo Plá, mismo de La zona.

## Muerte
Alan Chávez muere el 12 de septiembre de 2009 en un enfrentamiento con la policía que se suscitó después de una riña en la que participó cuando se encontraba en una fiesta en el barrio de Coyoacán en la Ciudad de México, en el enfrentamiento Alan recibió un balazo en el corazón, aún con vida fue trasladado a un hospital local en donde falleció, fue sepultado en el panteón de San Lorenzo Tezonco en la delegación Iztapalapa.
Al momento de morir dejó pendientes tres cintas aun sin estrenar: Más allá del muro (2010), Amaneceres oxidados (2010) y Somos lo que hay (2011), película sobre caníbales de la que se hará un remake en Estados Unidos,
debido al éxito que obtuvo en distintos festivales de cine fantástico alrededor del mundo.

## Reconocimientos

### Premios Ariel
| Año  | Categoría             | Película      | Resultado |
| ---- | --------------------- | ------------- | --------- |
| 2008 | Coactuación masculina | La zona       | Nominado  |
| 2008 | Actor                 | Partes usadas | Nominado  |

### Pantalla de cristal
| Año  | Categoría                    | Película | Resultado |
| ---- | ---------------------------- | -------- | --------- |
| 2007 | Revelación Juvenil Masculina | Cielo    | Ganador   |

## Filmografía
- Voces inocentes (2004)
- El baile de la iguana (2005)
- Adiós para siempre (2005)
- Partes usadas (2007)
- La zona (2007)
- Desierto adentro (2008)
- Inocencia (2009) cortometraje
- Más allá del muro (2010)
- Amaneceres oxidados (2010)
- Somos lo que hay (2011)

### Televisión
- Bizbirije
- Mirada de mujer, el regreso (2003)
- Un nuevo amor (2003)
- Soñarás (2004)
- Cielo (2007) película para televisión
- Vuélveme a querer (2009)